# Geschichte der Sprachwissenschaft
Die Geschichte der Sprachwissenschaft, also die Geschichte der systematischen Beschäftigung mit der menschlichen Sprache, erstreckt sich über beinahe die gesamte schriftlich fixierte und damit nachvollziehbare Menschheitsgeschichte. Verschiedene frühe Hochkulturen haben voneinander unabhängig oder zumindest weitgehend unabhängig Systeme zur Beschreibung von Sprache entwickelt. Insbesondere aus der griechischen Tradition ist, mit einigen Brüchen und Neubesinnungen, die Sprachwissenschaft in ihrer heutigen, modernen Form erwachsen.

## Indien

### Sakatayana
Die älteste reflektierende Auseinandersetzung mit Sprache sowohl in Indien als auch überhaupt stammt aus dem 8. vorchristlichen Jahrhundert. Es handelt sich um das Werk eines gewissen Sakatayana, das allerdings verloren ist und nur durch Zitate bei späteren Autoren belegt ist.

### Yaska
Aus dem Nirukta, das dem Śākaṭāyana unmittelbar folgenden Grammatiker Yaska zugeschrieben wird, ist z. B. ersichtlich, dass Śākaṭāyana die Ansicht vertreten haben muss, dass sich nominale Ausdrücke etymologisch auf Verbalwurzeln zurückführen lassen. Yaskas Nirukta beschäftigt sich auch überwiegend mit Etymologie, insbesondere unklarer Worte in den Veden. Ziel der Abhandlung ist es, zu erklären, wie besonders wichtige Wörter der Veden zu ihrer Bedeutung kommen. Das Nirukta ist auch Teil der sogenannten Vedangas, einer Sammlung von sechs Hilfswissenschaften zum Verständnis und zur korrekten Überlieferung der Veden. Wichtig für die Entwicklung der Sprachwissenschaft ist das, weil dadurch deutlich wird, dass sie zunächst kein Selbstzweck, sondern einem anderen, aus religiösen Gründen wichtigen Ziel untergeordnet und zweckgebunden ist.

### Panini
Das gilt auch noch für die Grammatik des wohl bekanntesten altindischen Grammatikers, Panini, der vermutlich im 5. Jhd. v. Chr. gelebt hat, obwohl diese bereits erheblich weit entwickelt war. Paninis Grammatik, die unter dem Namen Ashtadhyayi bekannt war, weist einen extrem hohen Grad an Komplexität auf. Implizit setzt sie den Phonembegriff, den Morphembegriff und ein Konzept von einer Wortwurzel voraus, die erst wesentlich später von der modernen Linguistik entwickelt worden sind. Die Grammatik weist darüber hinaus generative Züge auf und beschreibt die morphologischen Eigenschaften des Sanskrit vollständig und rückhaltslos. Neben einem kurzen einleitenden Abschnitt über die von ihm unterschiedenen Phoneme, den Shiva-Sutras, besteht der Hauptteil der Grammatik aus 3.959 einzelnen, in weitere Unterabschnitte gegliederten Regeln, den Sutras, zur Generierung grammatikalisch korrekter Strukturen des Sanskrit. Keine der Jahrhunderte später in Griechenland und Rom entwickelten Ansätze (siehe unten) kann es an Komplexität und Adäquatheit der Beschreibungen mit Paninis Werk aufnehmen.

## Griechenland
Es gibt innerhalb der griechischen Beschäftigung mit Sprache zwei verschiedene Strömungen: eine philosophisch orientierte, die v. a. durch Platon repräsentiert wird, und eine spätere, stark alexandrinisch geprägte philologische Ausrichtung.

### PlatonsKratylos

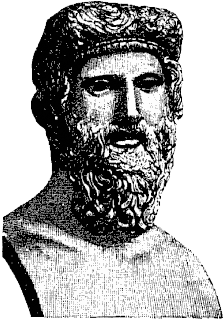
Platon

Ein wichtiges frühes Zeugnis für die Beschäftigung mit Themen, welche die Sprache betreffen, ist der platonische Dialog Kratylos. Dieser wurde in Griechenland geschrieben und wird ungefähr auf das Jahr 360 v. Chr. datiert. Die Frage des Dialogs ist, ob die Bezeichnungen für die Dinge der Welt diesen von Natur aus (φύσει) oder durch arbiträre Setzung (θέσει) zukomme. Der Dialog endet in einer Aporie, die in die platonische Ideenlehre mündet. Im Kratylos zeigt sich außerdem ein weiteres Kernthema antiker Sprachwissenschaft: die Etymologie. Weite Teile des Dialogs bestehen nämlich (was etwas weniger bekannt ist) daraus, dass Sokrates für eine Vielzahl von griechischen Wörtern Etymologien vorschlägt, die darauf hindeuten sollen, dass die Beziehung zwischen Wort und Gegenstand zumindest in einem früheren Sprachzustand einmal naturgegeben gewesen sein musste. Diese Etymologien sind nach heutigem Kenntnisstand beinahe ausnahmslos falsch, wichtig ist aber zunächst allein die Frage nach der Herkunft der Wörter.

### Dionysios Thrax und Apollonios Dyskolos
Eine andere Tradition repräsentiert der Grammatiker Dionysios Thrax, der im 2. vorchristlichen Jahrhundert in Alexandria wirkte. Wie auch in der indischen Tradition ist Sprachwissenschaft kein Selbstzweck, sondern dient hier als Vorbereitung zum Studium der Literatur. Thrax verfasste die erste (bekannte) Grammatik des Griechischen, die τέχνη γραμματική (technē grammatikē, „grammatische Wissenschaft“). Der Fokus liegt dabei vor allem auf der Klassifikation von Wortarten. Die Grammatik behandelt aber auch die griechische Morphologie ausführlich, wobei von morphosyntaktischen Kategorien wie Kasus, Tempus, Diathese usw. als „Begleiterscheinungen“ des Nomens bzw. des Verbs gesprochen wird. Außerdem werden metrische Fragestellungen behandelt.
Thrax beschäftigte sich nicht mit Syntax. Der im 2. Jahrhundert lebende Apollonios Dyskolos befasste sich neben der Wortartenthematik auch intensiv mit syntaktischen Fragen. Thrax, Dyskolos sowie dessen Sohn Ailios Herodianos werden gewöhnlich als die wichtigsten griechischsprachigen Grammatiker der Antike angesehen.

### Stoa
Ferner haben sich die Stoiker mit Sprache vor allem hinsichtlich aussagenlogischer Fragestellungen beschäftigt und ein Kalkül zur Aussagenlogik entwickelt. Insbesondere richtungsweisend war dabei der Stoiker Chrysipp, der fragmentarisch durch Sextus Empiricus überliefert ist.

## Rom
Die römische sprachwissenschaftliche Tradition knüpft nahtlos an die Griechische an und führt diese fort (teilweise überschneiden sie sich sogar zeitlich), ohne sie allerdings wesentlich weiterzuentwickeln. Die römischen Grammatiker wie Marcus Terentius Varro (Hauptwerk zur Sprache: De lingua latina libri XXV, 25 Bücher über die lateinische Sprache) sind hauptsächlich damit beschäftigt, die von Dionysios Thrax für das Griechische getroffenen Aussagen auf die lateinische Sprache zu übertragen. Einen späten Höhepunkt erfährt die römische Sprachwissenschaft im 4. und 5. Jhd. n. Chr. durch Aelius Donatus’ Ars grammatica und Priscians Institutiones grammaticae, die umfangreichsten Darstellungen der lateinischen Grammatik aus der Antike. Auch diese Werke sind aber stark an der thraxschen griechischen Tradition orientiert und ahmen deren Aufbau nach, wie Priscian im Vorwort selbst zu Protokoll gibt. Die Rezeptionsgeschichte der beiden Werke ist aber immens; sie waren die Standardwerke zur Sprachbeschreibung im europäischen Mittelalter und bilden die Grundlage für die allermeiste Beschäftigung mit Sprache während dieser Epoche.

## Mittelalter

### Arabien
Mit der generellen kulturellen Blüte der arabischen Welt ab ca. dem 8. Jahrhundert entwickelt sich auch eine sprachwissenschaftliche Tradition, die in der Arbeit des persischen Linguisten Sibawayhi (ca. 760–793 n. Chr.) kulminiert, dessen Werk al-kitab fi al-nahw (Buch über die Grammatik) eine detaillierte Beschreibung der Arabischen Sprache darstellt, in deren Rahmen u. a. bereits zwischen Phonetik und Phonologie unterschieden wird.

### Der „Erste Grammatiker“
Der sogenannte Erste Grammatische Traktat ist eine um das Jahr 1150 verfasste Darstellung der Phonologie der altisländischen Sprache. Der Traktat heißt so, weil er die erste von vier die Sprache betreffenden Abhandlungen ist, die zusammen im Codex Wormianus erschienen; der namentlich unbekannte Autor wird deshalb als „Erster Grammatiker“ bezeichnet. Die Arbeit des Ersten Grammatikers ist deswegen bemerkenswert, weil er, nach der Interpretation von Einar Haugen, Phoneme durch Minimalpaaranalyse etabliert haben und so die Methode des modernen Strukturalismus vorweggenommen haben soll.

### Grammatica speculativaund Modismus
Petrus Helie verfasste im Jahr 1150 einen Prisciankommentar, in dem er versuchte, Priscians Analyse zu den lateinischen Wortarten auf die Basis der aristotelischen Organon-Schriften Kategorien und De Interpretatione zu stellen. Damit versuchte er grammatischen Kategorien, vor allem eben die Wortarten, philosophisch zu begründen. Mit diesem Ansatz war Petrus Helie ein Vorbereiter der „spekulativen Grammatik“ (lateinisch grammatica speculativa) und des Modismus.
Die Bezeichnung grammatica speculativa leitet sich vom lateinischen Wort speculum ‚Spiegel, Abbild‘ her. Frühe Autoren dieser Tradition wie Roger Bacon mit seiner summa grammaticae oder Robert Kilwardby waren der Überzeugung, dass sich die Struktur des Seins (vgl. Ontologie) in der Struktur der Sprache widerspiegele, und zwar in allen Sprachen auf dieselbe Art und Weise. Insofern vertreten diese Philosophen eine frühe Form eines universalistischen Grammatikkonzepts. Durch die Widerspiegelung der Realität in der Sprache wird diese ihnen auch zum eigentlichen Schlüssel zur Metaphysik.
Die Vertreter dieser philosophischen Richtung werden auch „Modisten“ (lateinisch modistae) genannt, weil nach ihrer Auffassung die Sprache die Realität in verschiedenen modi significandi spiegelt. Ein Modus significandi ist die Art und Weise, wie ein sprachliches Zeichen auf „Dinge“ Bezug nimmt (vgl. Semiotik). Dabei kann es sich um eine morphologische Kategorie oder eine Wortart handeln oder auch um eine bestimmte diskursive Operation wie die Prädikation.
Die modistische Tradition ist in gewissem Sinn eine Synthese der philologisch orientierten griechisch-römischen, auf Dionysios Thrax zurückgehenden Tradition mit zunächst unabhängigen philosophischen Strömungen des Mittelalters, vor allem der Scholastik. Wichtige Modisten waren Thomas von Erfurt und Johannes de Dacia. Die modistische Tradition ist vor allem innerhalb der Philosophie rezipiert worden und geriet außerhalb dieser bis ins 19. Jahrhundert weitestgehend in Vergessenheit.

## Neuzeit

### Grammatik von Port Royal
Von den Autoren Antoine Arnauld und Claude Lancelot eigentlich grammaire générale et raisonnée betitelt, spiegelt das unter dem Namen Grammatik von Port-Royal bekanntere und 1660 erschienene Werk den Niederschlag des Rationalismus (vgl. Descartes) in das Studium der Sprache wider. Auf Basis der Sprachen Griechisch, Latein und Französisch versucht die Grammatik von Port Royal, der Logik gehorchende, allgemeingültige Strukturen aller Sprachen zu entwickeln. Die Grammatik erhebt also einen universalistischen Anspruch. Wo die untersuchten natürlichen Sprachen vom logischen (regelmäßigen) Aufbau abweichen, werden sie kritisiert.
Außerdem bietet die Grammatik eine ansatzweise Unterscheidung zwischen Oberflächen- und Tiefenstruktur, die an die Unterscheidung in der Generativen Grammatik erinnern. Die Tiefenstruktur ist dabei mit den oben angesprochenen, der Logik gehorchenden allgemeingültigen sprachlichen Gesetzen zu identifizieren. Noam Chomsky selbst zitiert die Grammatik von Port Royal als Vorläufer und frühen Verwandten seiner eigenen Theorien.

### 18. und frühes 19. Jahrhundert

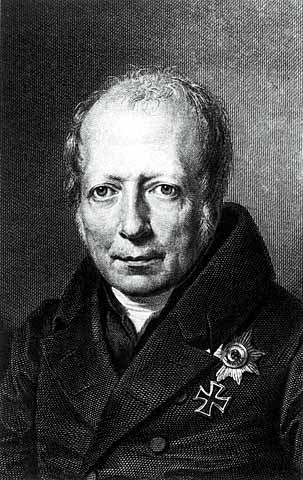
Wilhelm von Humboldt

Im 18. Jahrhundert verstärkte sich mehr und mehr das Interesse an der Frage nach dem Ursprung der Sprache. Es gibt aus dieser Zeit zahlreiche Veröffentlichungen zu diesem Thema, wobei die berühmteste Über den Ursprung der Sprache von Johann Gottfried Herder sein dürfte.
Ein Typologe des frühen 19. Jahrhunderts war Wilhelm von Humboldt, der auch sprachvergleichende Studien auf Basis einer Vielzahl auch exotischer Sprachen durchführte, z. B. Über den Dualis. Außerdem ist Humboldt Autor eines bekannten sprachphilosophischen Essays, Über die Verschiedenheit des menschlichen Sprachbaues und ihren Einfluss auf die geistige Entwicklung des Menschengeschlechts, der sehr unterschiedliche Interpretationen erfahren hat. Das liegt daran, dass Humboldt seine Begriffe nicht genau definiert. So meinte z. B. Chomsky auch in Humboldt einen verwandten Geist gefunden zu haben, wobei er sich vor allem auf Humboldts Aussage stützt, Sprache sei ein System, das mit endlichen Mitteln (Wörter, Grammatik) unendlich viele Äußerungen zulasse.
Andere Autoren interpretieren Humboldts in diesem Essay entwickelten Begriff der Inneren Sprachform eher in Richtung linguistischen Relativismus.

## Etablierung der historisch-vergleichenden Sprachwissenschaft
1786 entdeckte Sir William Jones, ein in Indien tätiger britischer Richter und Sanskritgelehrter, die Verwandtschaft des Sanskrit mit den „klassischen Sprachen“ (Griechisch und Latein) und publizierte diese Entdeckung. Den antiken Grammatikern war die aus heutiger Sicht offensichtliche Verwandtschaft von Griechisch und Latein nicht aufgefallen. Mit dieser Entdeckung bereitete Jones den Boden für die zukünftige Etablierung der wissenschaftlichen Beschäftigung mit der indogermanischen Sprachfamilie in historisch-vergleichender Perspektive.
1816 weist der Deutsche Franz Bopp in seiner Abhandlung Über das Conjugationssystem der Sanskritsprache in Vergleichung mit jenem der griechischen, lateinischen, persischen und germanischen Sprache erstmals die Verwandtschaft ebendieser Sprachen mit einer wissenschaftlichen Methodik nach und etabliert damit die wissenschaftliche Disziplin im eigentlichen Sinn. Die wissenschaftlich-methodologisch begründete moderne Sprachwissenschaft ist also auffälligerweise zunächst historisch (diachron) angelegt. Im Folgenden erweiterten zahlreiche, zunächst europäische Forscher, unter ihnen der Däne Rasmus Rask, die Kenntnisse über die Verwandtschaft der untersuchten Sprachen.
Ein weiterer Meilenstein in der Geschichte der historischen Sprachwissenschaft ist die Etablierung der Stammbaumtheorie durch August Schleicher. Schleicher konzeptualisierte Sprache analog zu den Entdeckungen Darwins in der Biologie als einen Organismus, der einer Evolution unterliegt, so dass sich die Verwandtschaftsbeziehungen unter Sprachen wie zwischen Spezies als ein Stammbaum darstellen lässt. Außerdem setzte Schleicher als Erster rekonstruierte, nicht-belegte, nur erschlossene Formen und setzte nicht, wie bis dahin üblich, die altindischen Formen als älteste an.
Die Junggrammatiker sind eine bekannte Gruppe von Leipziger Indogermanisten, die an Schleichers an den Naturwissenschaften angelehntes Sprachkonzept anknüpfen. Zu ihnen zählten u. a. Berthold Delbrück, Hermann Osthoff, Karl Brugmann und Hermann Paul, dessen Werk Prinzipien der Sprachgeschichte einen hohen Bekanntheitsgrad erlangt hat. Junggrammatiker heißen sie wegen ihrer neuartigen Thesen in Abgrenzung zur bis dahin herrschenden Lehrmeinung. Inhaltlich sind die Junggrammatiker, bedingt durch ihre naturwissenschaftliche Haltung, vor allem durch ihre Hypothese von der Ausnahmslosigkeit der Lautgesetze geprägt. Die Junggrammatiker postulieren, dass es in der Entwicklung der Sprachen Gesetze analog zu den Naturgesetzen der Naturwissenschaften gibt.

## De Saussure, der Strukturalismus und die synchrone Sprachwissenschaft

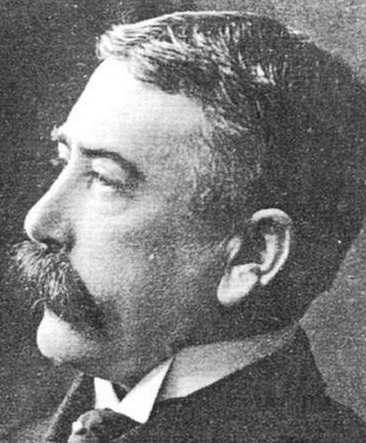
Ferdinand de Saussure

Die synchrone Sprachwissenschaft, d. h. die Untersuchung einer Sprache nicht unter historischen Gesichtspunkten wie in der Indogermanistik, sondern als zu einem bestimmten Zeitpunkt gegebenen Systems, wird erst 1916 durch den Cours de linguistique générale des Schweizers Ferdinand de Saussure etabliert. Inwiefern die Gedanken in diesem grundlegenden Werk allerdings tatsächlich dem saussureschen Denken zugeordnet werden müssen, ist nicht hundertprozentig zu klären, weil kritische Untersuchungen gezeigt haben, dass Teile des Cours in Wirklichkeit von Saussures Schülern Charles Bally und Albert Sechehaye verfasst worden sind. Saussure war zunächst auch Indogermanist, da dies das einzige zu diesem Zeitpunkt universitär vertretene sprachwissenschaftliche Fach war, und hat zu diesem Feld auch die Laryngaltheorie beigetragen. Darüber hinaus entwickelte Saussure im Cours aber auch eine Perspektive auf Sprache als System von Zeichen in der Synchronie unter Ausschluss jeglicher außersprachlicher Gesichtspunkte. Zentraler Gesichtspunkt ist dabei, wie sich diese sprachlichen Zeichen zueinander verhalten und dadurch die Struktur der Sprache konstituieren. Wichtige von Saussure geprägte Begriffe sind dabei insbesondere die des Syntagmas und des Paradigmas, die die Relationen der Zeichen zueinander ausmachen.
Saussures Ansatz ist also strukturalistisch und wegweisend für dessen Entwicklung in anderen geisteswissenschaftlichen Disziplinen. Weitere wichtige saussuresche Konzepte sind die Arbitrarität des sprachlichen Zeichens sowie die konsequente Unterscheidung zwischen langue (Sprache als ebendieses zusammenhängende Zeichensystem) und parole, der konkreten Sprachverwendung, wobei Saussures Fokus eindeutig der langue zukommt.
Saussure etablierte mit seiner strukturalistischen Sprachbeschreibung außerdem die sog. Genfer Schule; ein weiterer wichtiger Vertreter war Antoine Meillet. Später entwickelten sich in Europa zwei weitere strukturalistische Schulen: die Kopenhagener Schule mit dem Hauptvertreter Louis Hjelmslev (zentrales Konzept: Glossematik) und die Prager Schule mit den Hauptvertretern Roman Jakobson und Nikolai Sergejewitsch Trubetzkoy, die sich vor allem auf phonologische Fragestellungen konzentrierte. Jakobson befasste sich zusätzlich aus sprachwissenschaftlicher Perspektive mit Literatur.
Im amerikanischen Raum ist der Strukturalismus vor allem durch Leonard Bloomfield repräsentiert. Bloomfield war Behaviorist und kritisierte die bisherige Beschäftigung mit der Bedeutung sprachlicher Einheiten als unzureichend. Er leugnete Bedeutung nicht, sah aber keine exakte Möglichkeit, sie zu erklären.

## Die anthropologische Tradition: Boas und Sapir
Eine andere Tradition in der amerikanischen Linguistik ist eher anthropologisch orientiert. Diese Strömung geht auf den Ethnologen Franz Boas zurück, der Feldforschung bei den indigenen Völkern Nordamerikas durchführte und dabei auch deren Sprachen untersuchte. Dabei traf er auf Strukturen (z. B. Polysynthese), die strukturell so radikal anders waren als die bekannten europäischen Sprachen, dass er seine Schüler lehrte, eine zu beschreibende Sprache ohne Vorurteile oder irgendwie geartete vorgefertigte Meinungen anzugehen, wie Sprache funktioniere. Boas’ Ansatz war insofern partikularistisch: Jede Sprache kann nur aus sich selber heraus beschrieben werden. Der bekannteste Schüler Boas’ war Edward Sapir, der ebenfalls auch als Anthropologe tätig war und viel auf dem Gebiet der amerikanischen Sprachen geleistet hat. Sapir hat sich außerdem eingehend mit Sprachtypologie beschäftigt und in seinem Werk Language von 1921 ein im Vergleich zu Humboldt verfeinertes System typologischer Parameter zur Klassifikation von Sprachen entwickelt. Sapir wird darüber hinaus mit der Vorstellung von linguistischer Relativität in Verbindung gebracht.

## Chomsky und die Generative Grammatik

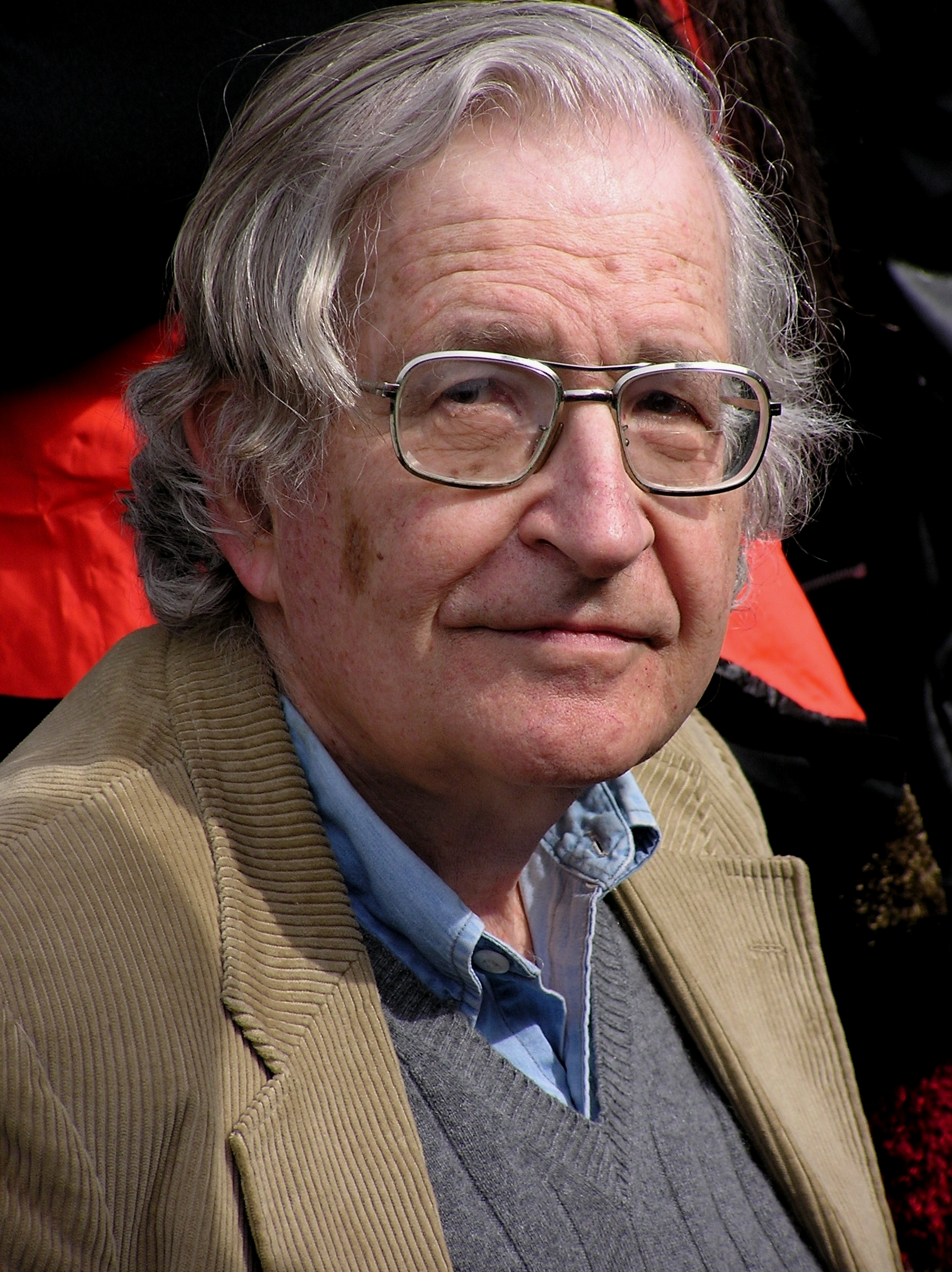
Chomsky (2004)

Mit Noam Chomskys 1956 veröffentlichten Syntactic Structures und dem 1965 folgenden Aspects of the theory of syntax wird die Generative Grammatik begründet. Diese stellt in vielerlei Hinsicht eine radikale Abkehr von der bis dahin üblichen Sprachbeschreibung dar: Von primärem Interesse ist nicht mehr die Beschreibung von Sprache als System, sondern vielmehr die zugrundeliegenden, kognitiv verankerten Bildungsregeln, die grammatikalisch korrekte Sätze einer Sprache erzeugen (generieren). Die eigentlich empirisch zu beobachtende Sprache (Performanz) erscheint in dieser Tradition nunmehr als ein Epiphänomen ebendieses Spracherzeugungsmechanismus. Einer der auslösenden Faktoren zu dieser Neubesinnung war der Gedanke, dass eine Sprache es ihrem Sprecher ermöglicht, durch Rekursion eine unendliche Zahl von Sätzen zu erzeugen, und zwar mit endlichen grammatischen Mitteln. Die Regeln, die diese Fähigkeit ermöglichen, zu ermitteln, ist das Ziel der generativen Grammatik. Damit einher geht ein starker Fokus auf Formalismus und dabei speziell auf die Syntax.
Chomskys Ansatz hat – stark vereinfacht dargestellt – zu einer bis heute andauernden Spaltung der modernen Sprachwissenschaft in generative Grammatiker einerseits und im Strukturalismus verwurzelten sog. Funktionalisten andererseits geführt. Beide Gruppen sind aber alles andere als homogen, im Rahmen der generativen Grammatik hat es seit Chomskys ersten Publikationen nämlich eine Vielzahl von abgewandelten Formalismen und veränderter Modelle geführt, die z. T. von Chomsky selbst herbeigeführt wurden, z. B. die Revidierte Erweiterte Standardtheorie (REST), das Government-&-Binding-Modell (GB), die Generalized Phrase Structure Grammar (GPSG) oder das Prinzipien-&-Parameter-Modell (P&P). Jüngste Vertreter generativer Theorien sind das Minimalistische Programm und, insbesondere in der Phonologie, die Optimalitätstheorie.

## Diversifikation nach 1950
Auch außerhalb der generativen Grammatik gibt es seit etwa 1950 eine zunehmende Tendenz zur Diversifikation der Sprachwissenschaft in eine Reihe von Subdisziplinen. Aus der Dialektologie des 19. Jahrhunderts und der Sprachatlantenbewegung beispielsweise entwickelten sich ab den 1950er Jahren die Sprachkontaktforschung und die Soziolinguistik als sprachwissenschaftliche Disziplinen, die im Gegensatz zur generativen Grammatik die soziale Dimension von Sprache betonen. Die Sprachkontaktforschung hat ihre Ursprünge in der Erforschung der Pidgin- und Kreolsprachen, unter anderem durch Hugo Schuchardt (1842–1927). Der eigentliche Anfang der Sprachkontaktforschung kann auf die Veröffentlichung von Uriel Weinreichs Languages in Contact 1953 datiert werden.
Die Soziolinguistik als sprachwissenschaftliche Subdisziplin tritt ernsthaft mit der Gründung des Committees on Sociolinguistics 1963 und der neuen Sektion Soziolinguistik beim internationalen Kongress der Soziologie 1974 in Toronto in Erscheinung. Führend bei der Etablierung der Soziolinguistik waren vor allem Basil Bernstein und William Labov. Eine Studie, die zentral dazu beitrug, dass soziale Aspekte als Forschungsthema in der Sprachwissenschaft in den Fokus rückten, war William Labovs Arbeit The Social Stratification of English in New York City (1966). Labov beschrieb hier die Aussprache des in der Lower East Side Manhattans gesprochenen amerikanischen Englisch und führte sprachliche Variation (wie etwa die Aussprache des [r]) vor allem auf sozialen Status und Kontext (formell vs. informell) zurück. Basil Bernsteins (mittlerweile teilweise überholten) Hypothese eines Zusammenhangs zwischen sozialer Schicht und sprachlichen Defiziten lösten ein starkes Interesse in der Linguistik aus, den Zusammenhang zwischen Sprache und sozialer Herkunft genauer zu erforschen.
Eine radikale Umorientierung und Gegenposition zur formal orientierten generativen Grammatik Chomskys ist die Kognitive Linguistik, die ihren Anfang unter anderem mit der Publikation Metaphors we live by (1980) durch den Linguisten George Lakoff und den Philosophen Mark Johnson nimmt. Die Kognitive Linguistik versteht sich als ein Teilbereich einer interdisziplinär angelegten Kognitionswissenschaft, die sich mit kognitiven Aspekten des Sprachverständnisses, der Sprachproduktion und des Spracherwerbs beschäftigt. Zu den Themen, mit denen sich die Kognitive Linguistik befasst, zählen unter anderem Prototypen, Polysemie, Metaphern, die Schnittstelle zwischen Syntax und Semantik, die Grundlegung der Sprache in Erfahrung und Wahrnehmung sowie das Verhältnis zwischen Sprache und Denken.
Im 20. Jahrhundert entstanden ferner eine Reihe von Subdisziplinen der angewandten Linguistik, d. h. Forschung, die sich an der Schnittstelle zwischen Linguistik einerseits und benachbarten Fächern wie etwa Psychologie, Biologie und Neurologie andererseits bewegt. Seit etwa 1960 gibt es die Psycholinguistik als Forschungsfeld, die vor allem nach den psychologischen Grundlagen der menschlichen Sprachwahrnehmung und Sprachproduktion fragt. In diesen Rahmen fällt auch die Forschung zum kindlichen Spracherwerb. Die Neurolinguistik wiederum beschäftigt sich damit, wie Sprache im Gehirn repräsentiert ist. Dabei kombiniert die Neurolinguistik Erkenntnisse aus der Neurologie, insbesondere wie das Gehirn strukturiert ist und wie es arbeitet, mit Erkenntnissen aus der Linguistik, insbesondere wie Sprache strukturiert ist und wie sie funktioniert. Ein wichtiger Schwerpunkt der Neurolinguistik ist die Erforschung von Sprachstörungen (Aphasien). Erkenntnisse aus der Biologie, insbesondere der Genetik, sind in der Biolinguistik eingeflossen, um Fragen nach der genetischen Veranlagung des Menschen zur Sprachfähigkeit zu beantworten. Ergebnisse aus der Genetik zur Zusammensetzung und den Migrationsbewegungen europäischer Bevölkerungen haben zur Debatte um genetische Sprachverwandtschaften beigetragen und die Diskussion um den menschlichen Sprachursprung wieder aufleben lassen.  Neben der Psycho-, Bio- und Neurolinguistik gibt es weitere Richtungen der angewandten Linguistik jüngeren Datums, z. B. die feministische Linguistik, Forschungen zur interkulturellen Kommunikation, die Ökolinguistik oder die Politolinguistik, die z. T. nur mäßig etabliert sind.
Inzwischen etablierte, neuere Teildisziplinen der theoretischen Sprachwissenschaft sind die Textlinguistik, die den Text als dem Satz übergeordnete Struktureinheit untersucht, die Pragmatik, die sich mit der Beziehung zwischen Sprache, Sprechern und Kommunikationssituationen beschäftigt, und die Konversationsanalyse, die sich damit befasst, wie Kommunikation organisiert ist, nach welchen (unbewussten) Regeln Gespräche ablaufen und wie gestörte Kommunikation verbessert werden kann.
Technischer Fortschritt hat auch Einfluss auf die Methodik und Fragestellungen der Sprachwissenschaft gehabt und zur Entstehung weiterer Teilbereiche der Sprachwissenschaft geführt. So können beispielsweise seit den 1990er Jahren mit funktioneller Magnetresonanztomographie (fMRT) Sprachverarbeitungsprozesse genauer untersucht werden. Fortschritte in der Computertechnik sorgten dafür, dass Sprachdaten im großen Stil gesammelt und analysiert werden können, etwa in der Korpuslinguistik, die Erkenntnisse aus der Arbeit mit großen Mengen sprachlicher Daten gewinnen will. Die Computerlinguistik ist eine Schnittstelle zwischen Sprachwissenschaft und Informatik, die untersucht, wie natürliche Sprache in Form von Text- oder Sprachdaten mit Hilfe des Computers verarbeitet werden kann. Sie ist seit den 1960er Jahren bereits etabliert und hat mit ihren Themen bereits Eingang in sprachwissenschaftliche Einführungen gefunden. Mit der Entwicklung und weit verbreiteten Nutzung des Internets und sozialer Medien entstanden seit den 2000er Jahren ferner Forschungsgebiete wie die Internetlinguistik, die sich mit Sprache und neuen Medien befassen.